# Victor Campenaerts
Victor Campenaerts (født 28. oktober 1991) er en professionel cykelrytter fra Belgien, der er på kontrakt hos Team Visma | Lease a Bike.
Ved EM i landevejscykling blev han i 2017 og 2018 europamester i enkeltstart. Disse er to af syv sejre som professionel, hvoraf de seks er vundet på enkeltstarter. Eneste sejr i et linjeløb var 4. etape ved Belgien Rundt 2019, hvor han også endte på løbets samlede andenplads.
I den mexicanske by Aguascalientes slog Campenaerts den 16. april 2019 timerekorden, da han kørte 55,089 km.
I den 111. udgave af Tour de France vandt Campenaerts den 18. etape fra Gap til Barcelonette, efter at have været i udbrud.